# 王一范
王一范（？—1604年），字綏甫，號浣心，福建漳州府长泰县軍籍，明朝政治人物。

## 生平
萬曆十六年（1588年）戊子科福建乡试舉人，任汀州府宁化县教諭，二十六年（1598年）戊戌科進士，工部觀政，次年授官户部云南司主事，管本新、太仓二仓，三十年歴升员外、三十一年升郎中，蓟州管粮，三十二年养病，卒。清勤自矢，执一节不变，与同邑进士戴燝、孝廉王協夢、王從鵬洎燝從弟方伯戴熺一起读书于東山草堂，號東山五友，一范在五友中以洁白著聲。